# La Tubatango
La Tubatango är sedan 2005 ett återuppväckande av den under 1960-talet mycket framgångsrika argentinska tangoorkestern Los Tubatango. Gruppens mål är att i sina tolkningar återfinna den festliga stämning som de menar utgjorde essensen i tangon kring sekelskiftet 1900. Arrangemangen efterliknar den karakteristiska, milongainspirerade tangon från den tiden. Gruppens sound präglas också starkt av det faktum att en tuba ges en framträdande roll i musiken, främst som basinstrument, men även i melodiska slingor.
La Tubatango består av Hugo Satorre (bandoneon), Lucas Kohan (guitar), Gonzalo Braz (klarinett) Ignacio Risso (tuba).